# Elingen
Elingen is een dorp en deelgemeente van  de Vlaams-Brabantse gemeente Pepingen gelegen in het Pajottenland. Elingen was een zelfstandige gemeente tot aan de gemeentelijke herindeling van 1977.

## Geschiedenis
Elingen behoorde tot het domein van Leeuw en hoorde daardoor bij het hertogdom Brabant. Juridisch viel het onder de meierij van Gaasbeek, in het kwartier van Brussel van het hertogdom Brabant. De parochie hing af van de Sint-Pietersabdij van Gent.
Na de Franse invasie werd Elingen als gemeente ingedeeld bij het kanton Sint-Martens-Lennik van het Dijledepartement. Dit departement werd nadat de Fransen verdreven waren omgevormd tot de provincie Zuid-Brabant, de latere Belgische provincie Brabant.
Elingen is altijd een kleine nederzetting gebleven. De neogotische Sint-Amanduskerk van 1875 bevindt zich bij de kruising van intergemeentelijke verbindingswegen. Ze verving een gebouw van 1774-1775, waarvan er elementen in de westgevel werden hergebruikt. Enkele ruime kwadraathoeven bepalen het landelijk uitzicht van de dorpskom. Sinds 1901 organiseren de Elingenaren op Paasmaandag de Sint-Benedictusommegang.

## Bezienswaardigheden
- De Sint-Amanduskerk
- De Zwarte Molen
- Het Vromans Molentje

## Natuur en landschap
Eligen ligt in het Pajottenland op een hoogte van 30-62 meter.

## Demografische ontwikkeling
- Bronnen:NIS, Opm:1831 tot en met 1970=volkstellingen; 1976 = inwoneraantal op 31 december

## Burgemeesters
- Antonius Niels, overleden in 1896, "burgemeester gedurende 40 jaren"[2]

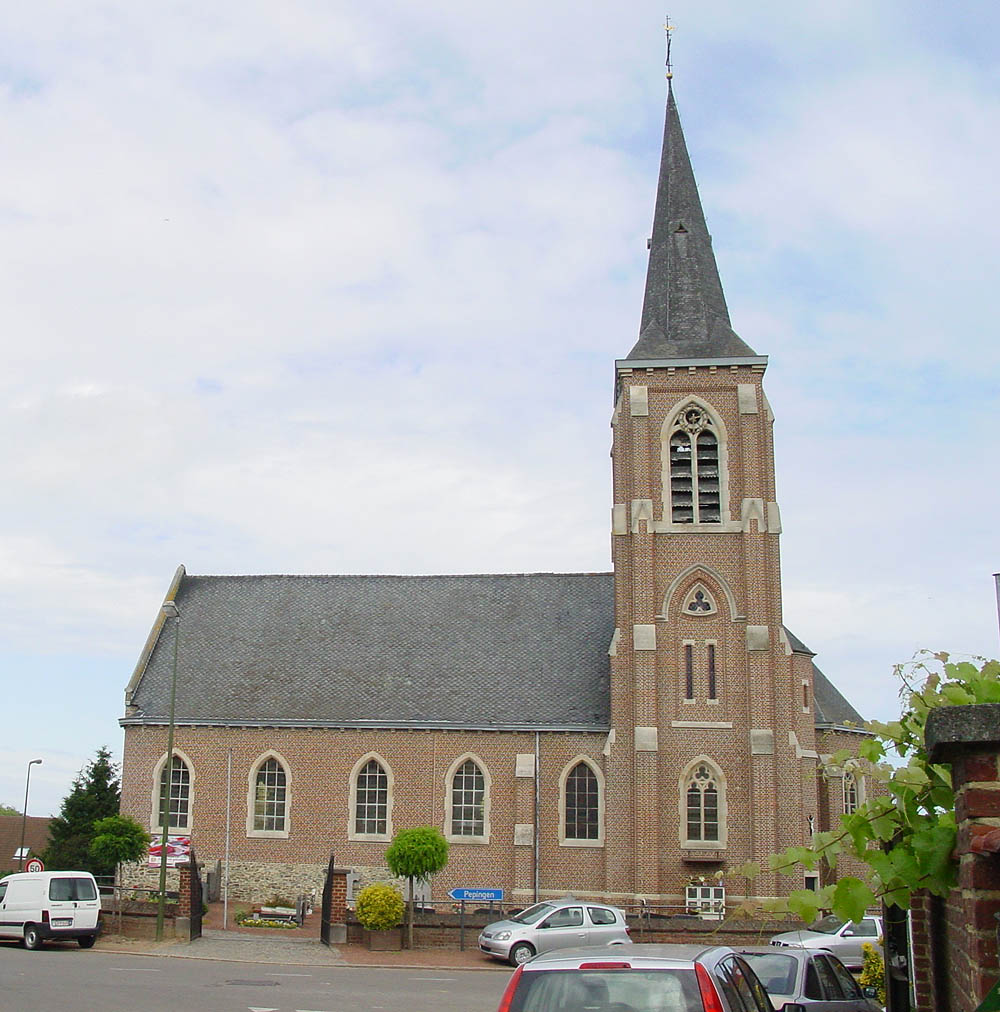
Sint-Amanduskerk

## Nabijgelegen kernen
Oudenaken, Sint-Laureins-Berchem, Sint-Kwintens-Lennik, Pepingen